# パイティム・カサミ
パイティム・カサミ（Pajtim Kasami, 1992年6月2日 - ）は、北マケドニア・ストルガ出身のサッカー選手。オリンピアコスFC所属。ポジションはミッドフィールダー。元スイス代表。

## クラブ経歴
マケドニアのストルガでアルバニア人の両親のもと生まれる。
2003年にスイスのFCヴィンタートゥールでキャリアをスタートし、2008年にグラスホッパーへ移籍。さらに同年、リヴァプールFCへのレンタル移籍も経験した。
2009年、SSラツィオへ移籍。しかしグラスホッパーに支払われるはずの育成補償金が未払いだったことや、キャンプに招集されなかった事を理由に契約解除を希望。その後FIFAの仲裁により契約は解除され、1試合も出場することなくクラブを去った。ラツィオ退団後は残りのシーズンをスイスのACベッリンツォーナでプレーした。
2010年6月7日、パレルモと5年契約を締結。契約直後からトップチームに登録され、8月30日のカリアリ・カルチョ戦でセリエAデビューを果たした。しかしアントニオ・ノチェリーノやジュリオ・ミリアッチョからポジションを奪うことは出来ず、14試合（376分）の出場に留まった。
2011年7月25日、プレミアリーグのフラムFCへ4年間で移籍。出場機会を求めての移籍だったが、1年半でリーグ戦9試合の出場に終わり、2013年2月15日にFCルツェルンへレンタル移籍。フラム復帰後の2013-14シーズンにはコンスタントにプレイしたが、クラブがチャンピオンシップへ降格したため移籍先を探すこととなった。
2014年7月10日、オリンピアコスFCへ3年契約で完全移籍を果たした。
2016年8月3日、ノッティンガム・フォレストFCへ1年間の期限付き移籍。
2017年8月31日、FCシオンへ3年契約で移籍した。2020年3月、新型コロナウイルス感染症の影響により給与カットを打診され、それを断ったことで解雇された。
2020年10月12日、FCバーゼルと2022年までの契約を結んだ。
2022年10月1日、2年契約で古巣のオリンピアコスFCに加入した。

## 代表経歴
スイスの各世代別代表を経て、2013年10月15日、スロベニア代表との親善試合でスイス代表デビューを果たすと、同年11月15日のサンマリノ代表戦ではA代表初ゴールを決めた。2014年から定期的に出場機会を得ていたが、2016年3月に行われた親善試合2試合以降は代表から遠ざかっている。

## タイトル

### クラブ
オリンピアコスFC
- ギリシャ・スーパーリーグ ： 2014-15, 2015-16
- キペロ・エラーダス ： 2014-15

### 代表
U-17スイス代表
- FIFA U-17ワールドカップ ： 2009